# Sinus urogenitalis

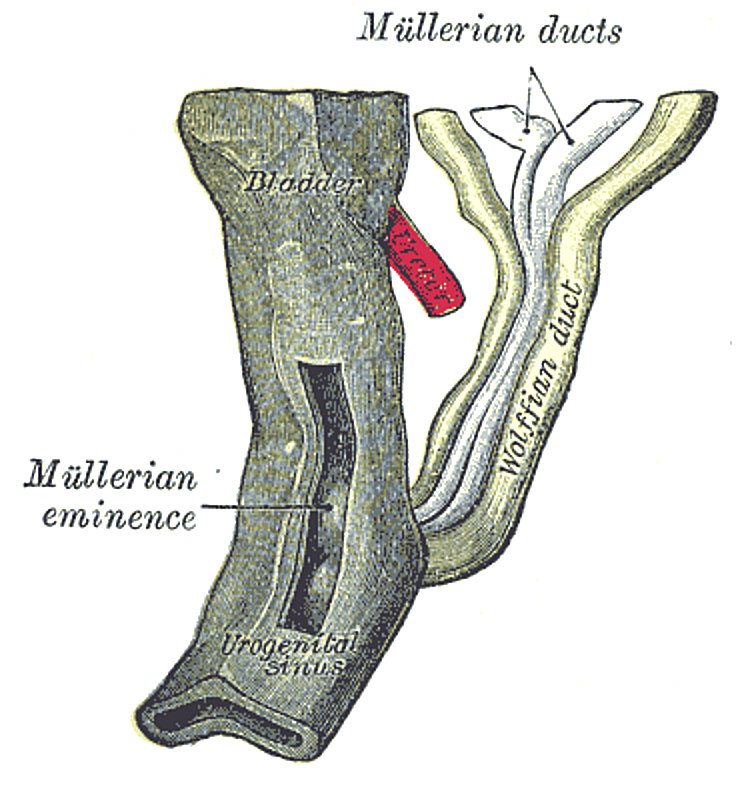
Sinus urogenitalis van vrouwelijk menselijk embryo van acht en een half tot negen weken oud (vanaf de bevruchting).

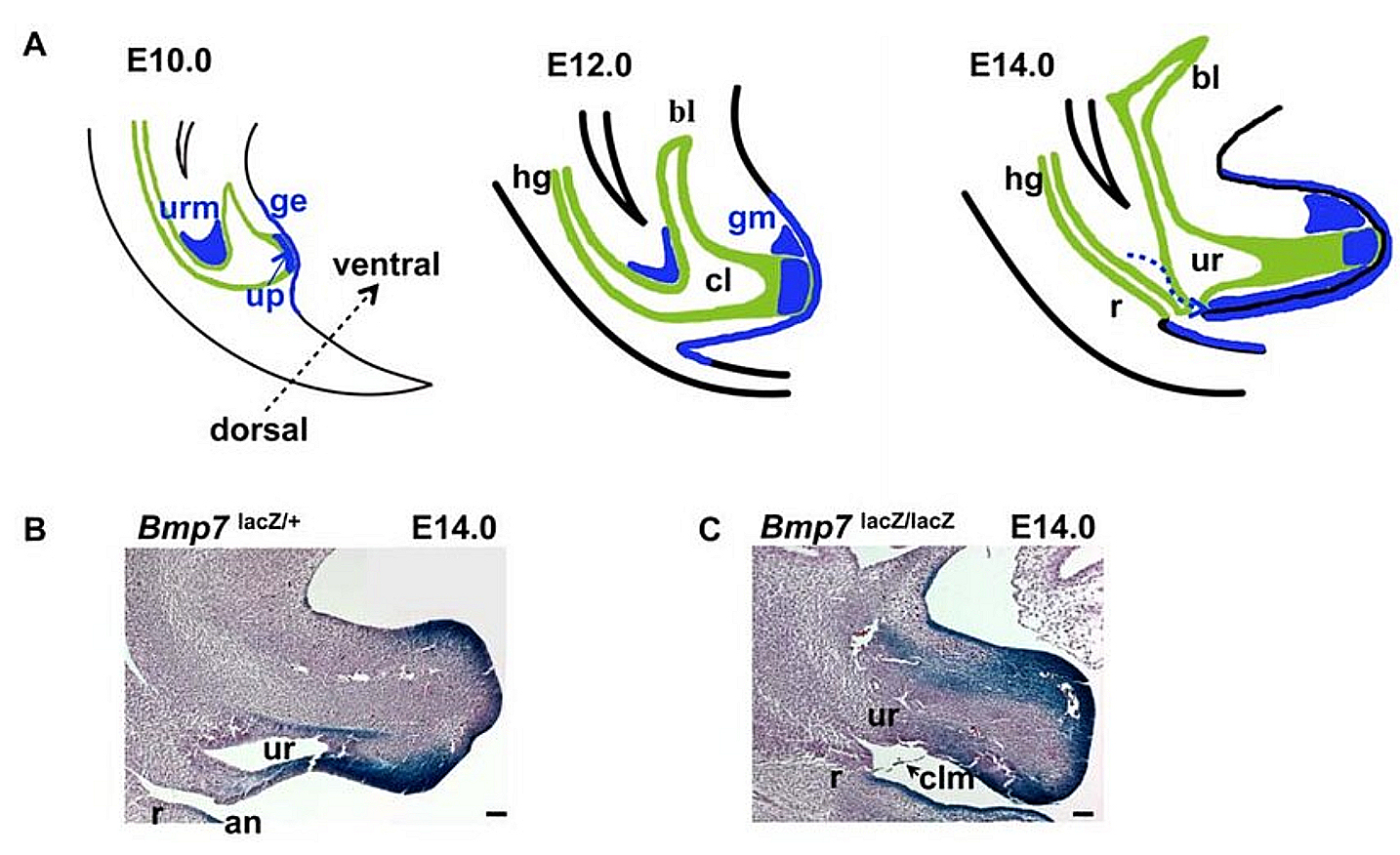
Tijdlijn van normale cloacale compartering bij de muis (A), en geen cloacale septatie bij het Bmp7 nul-embryo (C vergelijk met B). urorectaal mesenchym (urm), urethrale plaat (up) en genitaal ectoderm (ge) worden in blauw weergegeven. Cloaca-endoderm in groen. hg: einddarm, bl: blaasprimordium, gm: genitaal mesenchym, cl: cloaca, ur: sinus urogenitalis, r: rectum, an: anus, clm: cloacamembraan

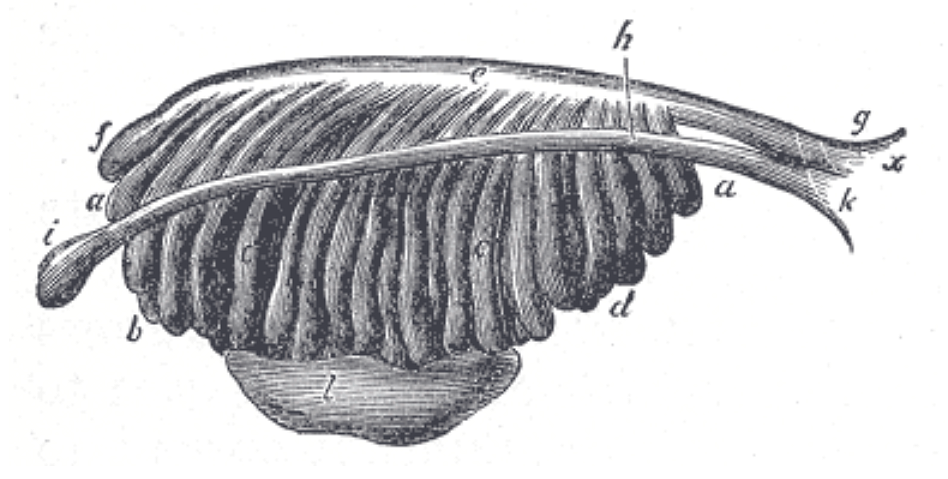
Vergrote weergave vanaf de voorkant van een links voorkomende gonade vóór de vorming van de verschillen tussen de geslachten.
a, b, c, d. Buisvormige structuur van de gonade.
e. Gang van Wolff.
f. Het bovenste uiteinde.
g. Het einde ervan in x, de sinus urogenitalis.
h. De gang van Müller.
i. Het bovenste, trechtervormige uiteinde.
k. Het onderste uiteinde eindigt in de sinus urogenitalis.
l. De genitale klier.

De sinus urogenitalis is een deel van de cloaca dat alleen aanwezig is tijdens de ontwikkeling van het urogenitaal stelsel en de voortplantingsorganen bij zoogdieren met een placenta. Het is het ventrale deel van de cloaca, gevormd nadat de cloaca zich scheidt van het urogenitale kanaal (canalis analis) tijdens de vierde tot en met zesde week van de embryonale ontwikkeling.
Tussen week 4-6 (gerekend vanaf de laatste menstruatie) van de embryonale ontwikkeling bij de mens sluiten de gangen van Wolff aan op de sinus urogenitalis, aan de dorsale kant van de (toekomstige) blaas.
De sinus urogenitalis wordt door de tussenliggende gangen van Müller en gangen van Wollf in drie delen verdeeld.
- Bij het mannelijke embryo is de sinus urogenitalis verdeeld in de drie regio's: boven, bekken en fallus. De bovenste regio geeft aanleiding tot de urineblaas en de bekkenregio geeft aanleiding tot de prostaat- en membraandelen van de urinebuis,[2] de prostaat en de Cowperse klieren. De fallusregio geeft aanleiding tot de vorming van het sponsachtige (bulbaire) deel van de urinebuis en de urinebuisklieren.
- Bij het vrouwelijke embryo geeft het bekkendeel van de sinus urogenitalis aanleiding tot de bulbi sinovaginales, structuren die uiteindelijk het onderste twee derde van de vagina zullen vormen. Dit proces begint wanneer de onderste punt van de gangen van Müller, de structuren die uiteindelijk de uterus en fornix uteri zullen vormen, in contact komen met de sinus urogenitalis. Kort daarna vormen de bulbi sinovaginales zich als twee vaste uitlopers van de sinus urogenitalis. Cellen in deze bulbi sinovaginales delen zich om een vaste vaginale plaat te vormen, die zich verlengt en vervolgens een gang vormt voor het vormen van het onderste deel van de vagina.[2] De vrouwelijke sinus urogenitalis geeft ook aanleiding tot de urinebuis, vestibulum vaginae, de para-urethrale klieren en de klieren van Bartholin.

## Niet-primaten
De sinus urogenisalis bij niet-primaten is homoloog aan het vestibulum vaginae bij primaten.

## Klinische betekenis
Een sinus-urogenitalisafwijking is een zeldzame geboorteafwijking bij vrouwen waarbij de urinebuis en de vagina beide in een gemeenschappelijk kanaal uitmonden.
Een blijvende cloaca is een aandoening waarbij het rectum, de vagina en de urinewegen samenkomen en samensmelten, waardoor een cloaca ontstaat, een enkel gemeenschappelijk kanaal.

## Afbeeldingen

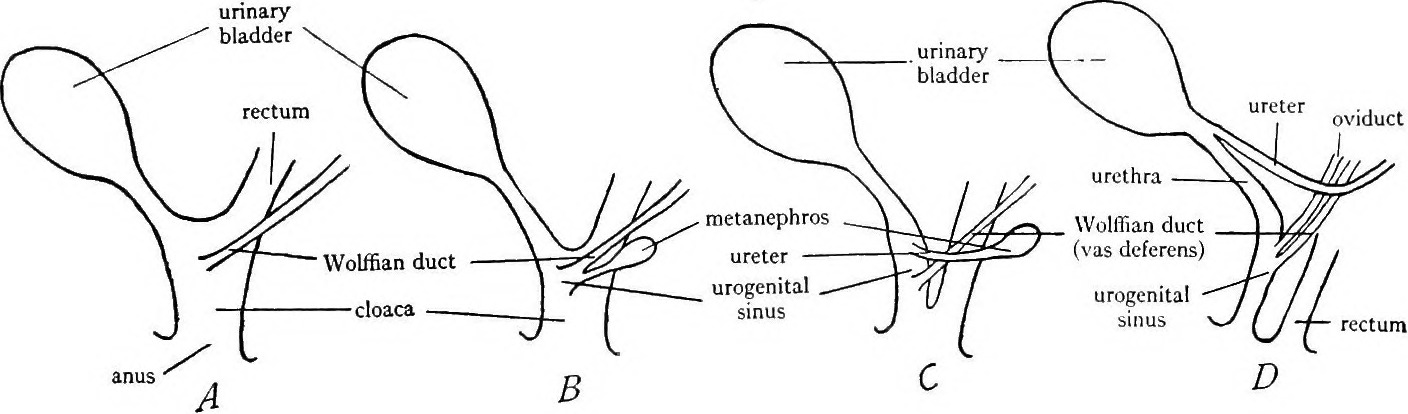
Diagrammen om de veranderingen in de cloaca bij zoogdieren tijdens de ontwikkeling te illustreren. A, vroeg embryonaal stadium, waarbij de cloaca wordt getoond die de urineblaas, het rectum en de gang van Wolff ontvangt, zoals bij de lagere gewervelde dieren. B, later stadium, toont het begin van de plooi die de cloaca verdeelt in een ventraal deel van de sinus urogenitalis die de urineblaas, gangen van Wolff en urineleiders ontvangt en in een dorsaal deel dat de einddarm ontvangt. C, verdere voortgang van de plooi, waarbij de cloaca wordt verdeeld in de sinus urogenitalis en het rectum; de urineleider is gescheiden van de gang van Wolff en verschuift naar voren. D, voltooiing van de plooi, die de volledige scheiding van de cloaca in het ventrale deel van de sinus urogenitalis en het dorsale deel van het rectum laat zien.
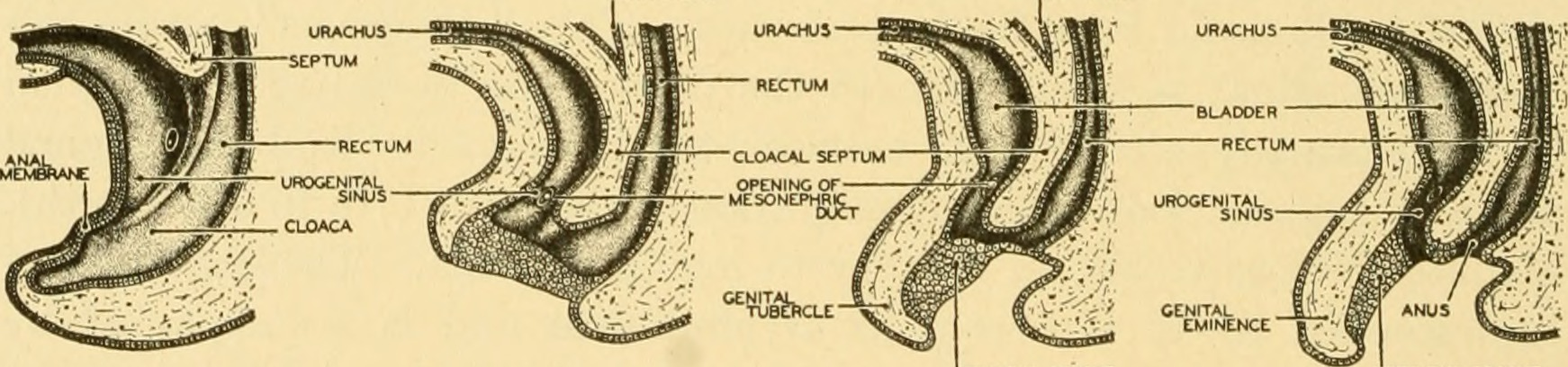
Vier stadia in de ontwikkeling van blaas en rectum in het menselijk embryo. Als gevolg van de achterwaartse groei van een septum wordt de cloacaholte verdeeld in een meer dorsale rectale holte en een ventrale sinus urogenitalis.

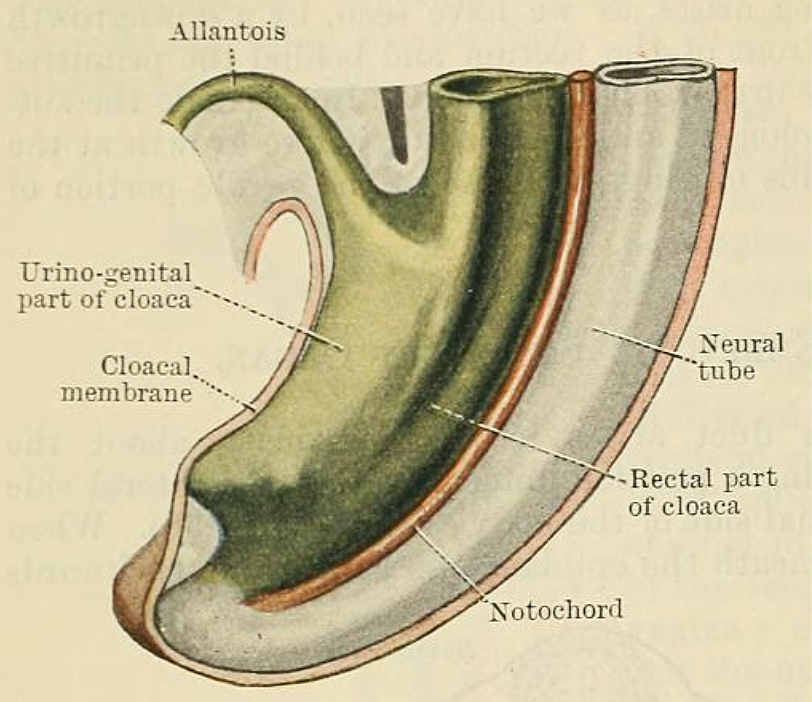
Staarteinde van het menselijk embryo vóór het tijdstip waarop de gangen van Wolff de cloaca bereiken met het cloacamembraan. Urino-genital part: sinus urogenitalis.
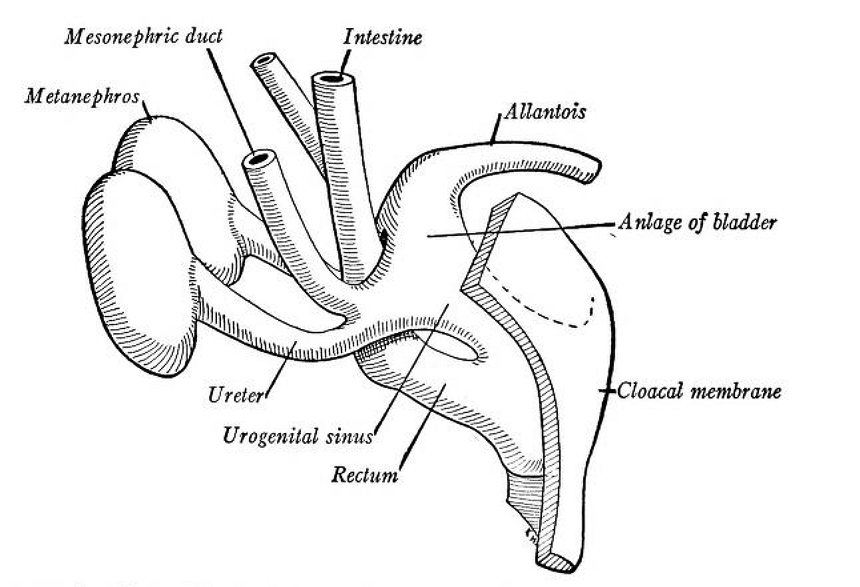
12 mm groot menselijk embryo met de gedeeltelijke onderverdeling van de cloaca in het rectum en de sinus urogenitalis. Embryo 35-42 dagen oud (gerekend vanaf de bevruchting).
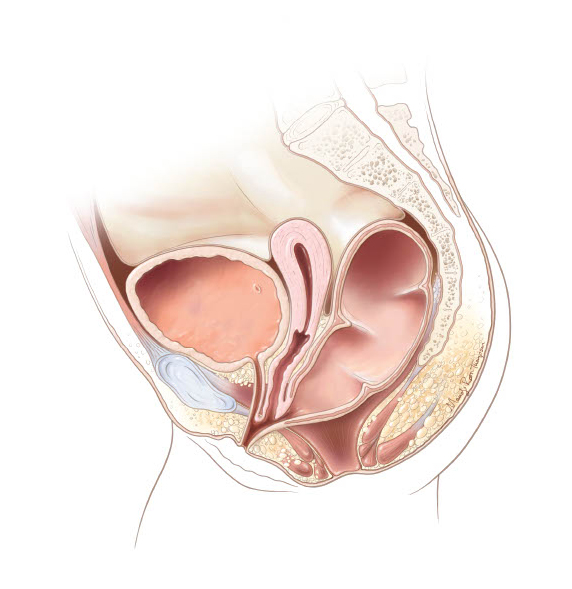
Een blijvende cloaca bij een vrouw
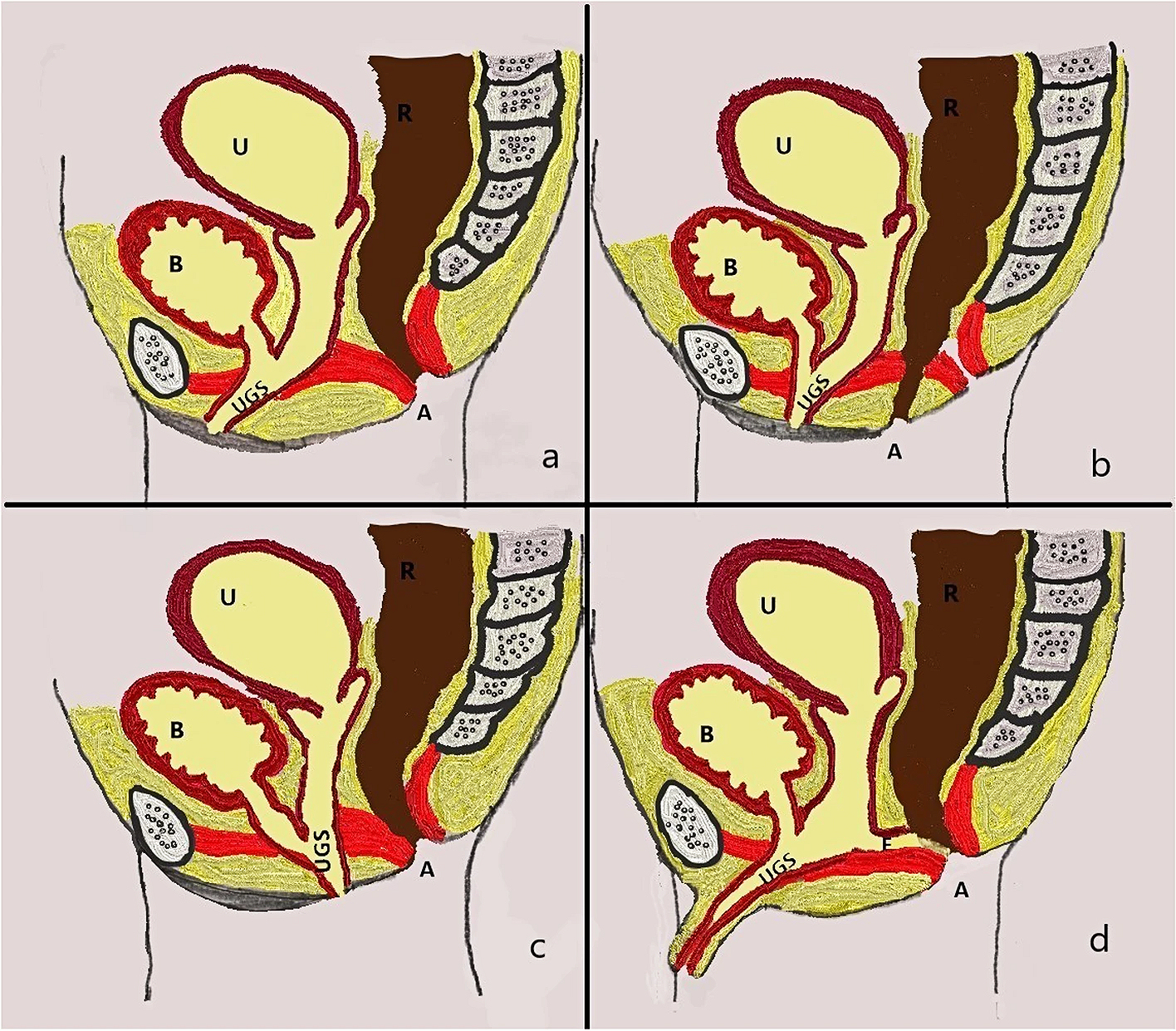
a Blijvende sinus urogenitalis. b De cloacale variant. c Posterieure cloacale variant. d Blijvende sinus urogenitalis met rectovaginale fistel